# La Divine Poursuite
Pour plus de détails, voir Fiche technique et Distribution.
La Divine Poursuite est un film français de comédie réalisé par Michel Deville, sorti en salles en 1997, qui est adapté du roman Aztèques dansants (Dancing Aztecs) de Donald Westlake.

## Synopsis
Alex, qui partage une vaste demeure à Lyon avec sa sœur, l'époux de celle-ci, sa belle-sœur et d'autres personnes, fait des livraisons. Il doit apporter une caisse contenant des statuettes dorées venues du Mali aux membres d'un club de squash, statuettes dont une autre caisse est convoitée par des malfrats.
Une course aux statuettes s'engage, Alex aidé des siens poursuivant les membres du club, tandis que le vendeur de piscines Jean-Baptiste, qui a surpris une conversation, s'intéresse également aux objets d'art.

## Fiche technique
- Réalisation : Michel Deville
- Scénario : Michel et Rosalinde Deville, d’après Donald E. Westlake
- Directeur de la photo : André Diot
- Ingénieurs du son : Jean Minondo, François Groult
- Directeur de production : Édith Colnel
- Attaché de presse (film) : François Guerrar
- Monteuse : Raymonde Guyot
- Décorateur : Thierry Leproust
- Auteur de la musique : Quentin Damamme
- Costumier : Cécile Balme
- Photographe de plateau : Michel Deville
- Durée : 102 min.
- Distribué par Agence méditerranéenne de location de films (AMLF)

## Distribution
- Antoine de Caunes : Alexis, dit « Alex »
- Emmanuelle Seigner : Brigitte Harbois, dite « Bobbi »
- Élodie Bouchez : Angèle Bertin
- Denis Podalydès : Marc Bertin
- Robert Plagnol : Jean-Baptiste
- Richard Gotainer : Paul
- Hélène de Fougerolles : Karine
- Hubert Koundé : Mamadou
- Bernard Farcy : Walter Rousseau
- Thierry Gibault : le type chez Walter Rousseau
- Philippe Maynial :
- Roschdy Zem : Oscar Aimé Lamour
- Franck Adrien : l’homme de la mairie
- Laurent Pillot : le chef d'orchestre
- Frédéric Gélard : Charles Harbois
- Olivier Py : Krassmeier
- Christian Benedetti : Bruno Bimisse
- Amanda Langlet : Amandine
- Nozha Khouadra : Barbara
- Laure Marsac : l’hôtesse du restaurant
- Agnès Obadia : Fabienne Tourette, la prof de gym
- Jean-François Perrier : le « capitaine » Benjamin Cohen
- Laurence Masliah : Dorothée de La Martinière, châtelaine du Clos-Verger
- Emmanuelle Bercot : 2e fille de l'agence de location automobile
- Ysé Tran : l'employée vénale de l'agence de location automobile
- Mathias Mlekuz : Dimitri Macoin, l'homme à la moto
- Med Hondo : le pilote d’avion
- Pierre-Jean Cherer : brigadier René Mounard, le gendarme qui dicte
- Denis Cherer : le gendarme qui écrit sous la dictée
- Sandra Chérès : l'amie de Bobbi
- Laurence Lerel : la fille à la moto
- Maximim Koundé : Kélé
- Badjos Konan : Modibo
- Joseph Momo
- Thierry Belnet
- Sylvie Jobert : la femme de Walter Rousseau
- Arno Feffer : le chauffeur de taxi romanesque
- Delphine Hivernet
- Nadine Spinoza : la douanière que drague Alex
- Eve Bonnivard : la jeune
- Stéphane Kordylas : le gamin aux jumelles
- Joséphine Serre : la gamine aux jumelles
- Jacques de Candé : Joël, mécontent de la BMW que lui a vendue Marc
- Johan Carollo
- Laurent Pillot
- Bernard Pivot : dans son propre rôle
- Gilles Perrault : dans son propre rôle